# Райсио
Ра́йсио (фин. Raisio швед. Reso) — город в провинции Исконная Финляндия на западе Финляндии, в непосредственной близости от городов Турку и Наантали, с которыми составляет единый муниципалитет (с 2015).

## История
В исторических документах Райсио впервые упоминается в 1292 году.

Предположительно, что строительство каменного храма в Райсио началось в 1305 году. Существует легенда о строительстве церкви, гласящая: 
«В давние-давние времена в тех местах, где сейчас расположен Райсио, была только деревянная церковь, которая была такой старой, что могла рухнуть в любой момент. Прихожане мечтали о каменной церкви, но в тех краях не было ни одного каменщика. Время шло, а мастера найти всё не удавалось. И вот однажды к пастору пришёл человек и предложил построить каменный храм, но ему нужен помощник, которого он уже нашёл. А ещё у него есть условие — чтобы пастор никогда не приходил на строительство. Священник согласился, но со временем стал сомневаться, как это два человека строят такую большую церковь. Он решился обратится к эзотерику, а тот послушав рассказ сказал, что их храм строят горные тролли, которые охотятся за церковным серебром и деньгами. Существует один способ от них избавится — узнать имена и выкрикнуть их вслух. К сожалению пастор не знал имён троллей, ведь они не называли их, тщательно скрывая. Помог один случай. Как-то пастор задержался в своей церкви, было уже темно и возвращаясь он заблудился. И вдруг слышит детский плач, подойдя ближе он увидел великаншу, качающую ребёнка и напевающую о том, что Килли и Налли скоро принесут много денег и серебра, которые они получат за строительство каменного храма. Так пастор узнал имена горных троллей. Вернувшись утром и придя на строительство церкви он выкрикнул их имена и увидел как те превратились в птиц, сделали несколько кругов вокруг храма и улетели. Осталась недостроенной одна стена, которая и в наше время — деревянная».
В современное время получил статус городского поселения в 1966 году, а города — в 1974 году.
Из достопримечательностей:
- Краеведческий центр Krookila
- Центр прикладного искусства — мастерские Фринсиля
- Дом искусства Elsa Salminiity
- Плавательный центр Ulpukka
- Оранжерея
- Лютеранский храм

## Промышленность

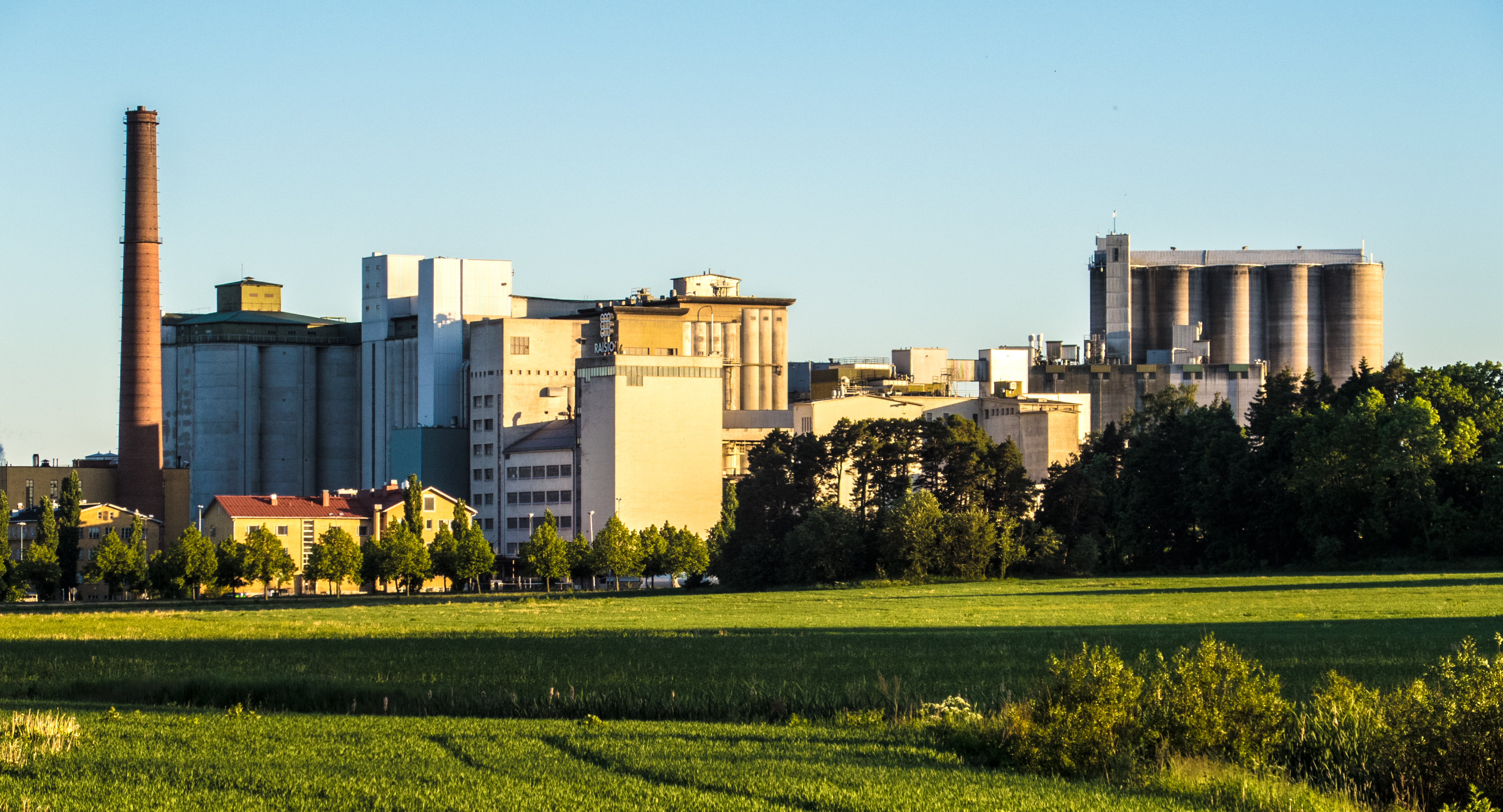
Предприятие «Raisio»

Город имеет сеть известных во всём мире предприятий пищевой промышленности. Среди них предприятие «Raisio»
«Raisio» является крупнейшим в Финляндии переработчиком продукции культурного растениеводства. Компания перерабатывает приблизительно 40 % всего зерна, используемого в промышленных целях. Ежегодно «Raisio» использует около 60 млн кг произведенного в Финляндии картофеля для выпуска различных продуктов питания и закупает приблизительно 150 млн кг масличных культур, главным образом семян рапса.
В 2005 году «Raisio» продлила контракт с фермерскими хозяйствами на производство камелины (рыжика посевного). По этому контракту камелина выращивается в 250 хозяйствах на площади примерно 2.000 га. На основе этого растения разрабатываются и производятся новые функциональные полезные для здоровья продукты питания.
Фирма «Rehuraisio Oy» является частью подразделения «Корма и Солод», представляющего одно из четырёх самостоятельных хозрасчетных подразделений концерна Raisio Oyj. Кормовые заводы расположены в городах Райсио, Оулу и Аньяланкоски. Производство кормов в г. Райсио началось в 1948 году с комбикорма для кур-несушек «Kana-Herkku». В настоящее время в Финляндии изготавливаются корма для сельскохозяйственных животных, а также рыбные корма.

## Природа и ландшафт
В районе города сохранился культурно ценный ландшафт, который в течение нескольких столетий не изменился. Залив Райсио (Raisionlahti) место отдыха для птиц. Хорошее место для ловли рыбы и раков.

## Климат
Райсио расположен на юго-западе Финляндии, климат мягкий.
| Показатель                    | Янв. | Фев.  | Март | Апр. | Май  | Июнь | Июль | Авг. | Сен. | Окт. | Нояб. | Дек. | Год |
| ----------------------------- | ---- | ----- | ---- | ---- | ---- | ---- | ---- | ---- | ---- | ---- | ----- | ---- | --- |
| Средний суточный максимум, °C | −2,8 | −2,7  | 0,8  | 7,0  | 14,4 | 18,9 | 22,2 | 20,5 | 15,1 | 8,7  | 3,7   | 0,2  | 8,8 |
| Средний суточный минимум, °C  | −9,4 | −10,3 | −8   | −1,9 | 3,3  | 8,3  | 12,0 | 11,0 | 7,0  | 2,2  | −1,4  | −5   | 0,7 |
| Норма осадков, мм             | 44   | 28    | 24   | 35   | 31   | 46   | 64   | 78   | 65   | 64   | 58    | 51   | 588 |

## Образование
В торговом училище Райсио можно получить начальное торговое и административное образование на различных формах обучения: дневном, вечернем или многоформовом.

## Население
Численность населения Райсио в XX веке:
Численность населения в XXI веке:

## Транспорт

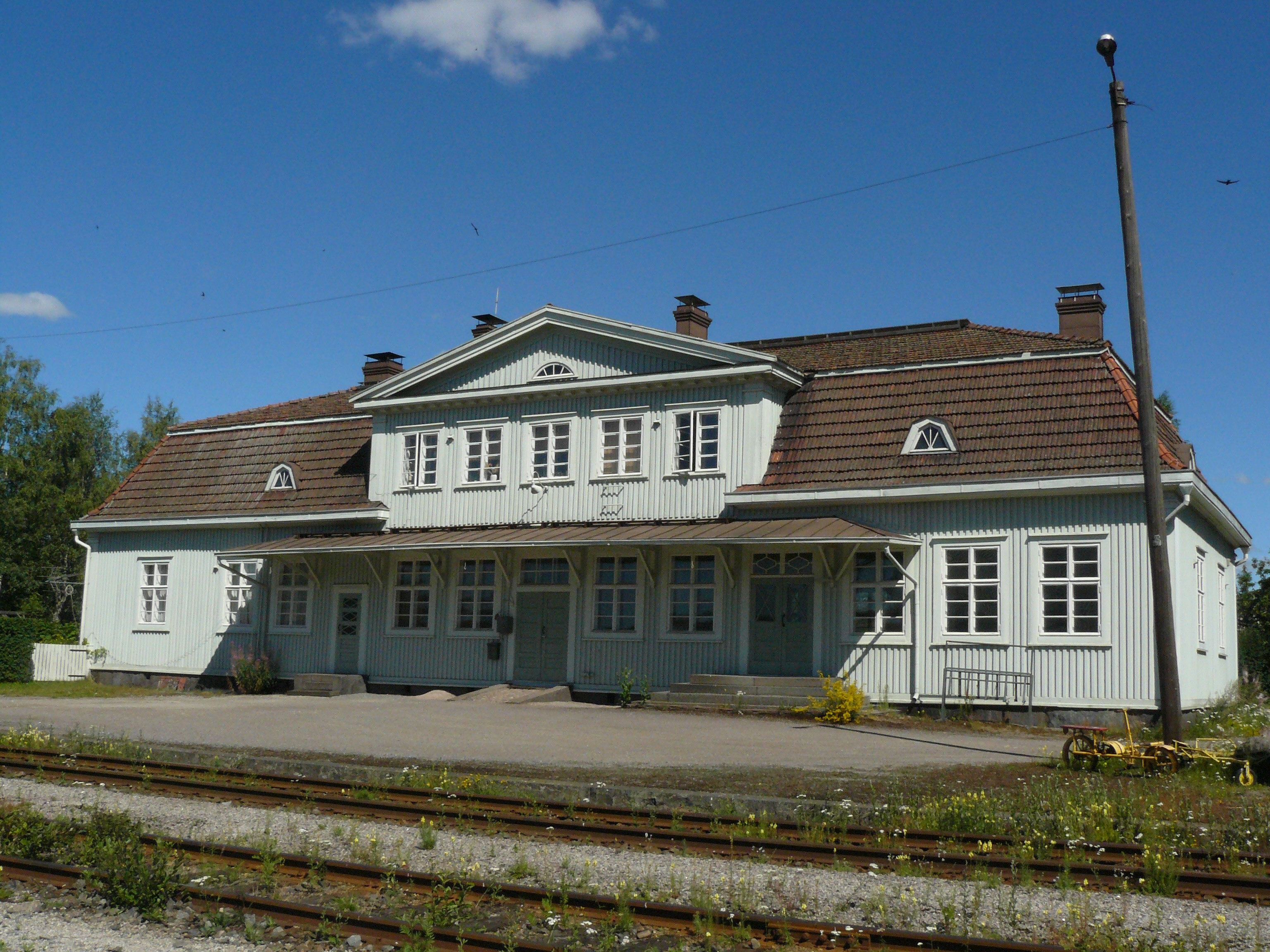
Железнодорожная станция в Райсио

Автобусное и железнодорожное сообщение связывает Райсио со всеми крупными центрами Финляндии.
С 4 июня 2012 года бюджетная автобусная компания Onnibus из города Райсио получила лицензию на осуществление перевозок по маршруту Райсио — Турку — Хельсинки.
| - Хельсинки — 172 км - Тампере — 158 км - Турку — 8 км - Оулу — 621 км | - Лахти — 220 км - Куопио — 450 км - Йювяскюля — 305 км - Лаппеэнранта — 368 км | - Рованиеми — 828 км - Котка — 298 км - Вааса — 324 км - Торнио — 752 км | - Хямеэнлинна — 148 км |

## Города-побратимы
- Россия: Кингисепп
- Швеция: Сигтуна
- Венгрия: Чонград
- Германия: Эльмсхорн

## Известные уроженцы и жители
- Хейкки Хаависто (р.1935) — министр иностранных дел Финляндии